# Prealpi Vicentine
Le Prealpi Vicentine (dette anche Alpi Vicentine, Vizentiner Alpen in tedesco) sono, in accordo con le definizioni della SOIUSA, una sottosezione delle Prealpi Venete. Si estendono soprattutto nella provincia di Vicenza, ma anche nella provincia di Verona e nella provincia di Trento, tra i corsi dei fiumi Adige e Brenta.
Nella sezione si ricordano particolarmente le Piccole Dolomiti (massiccio del Pasubio, Catena del Sengio Alto, Gruppo della Carega e Catena delle Tre Croci), il Gruppo degli Altipiani (Altopiano dei Sette Comuni, Altopiano di Folgaria e Altopiano di Lavarone) ed i Monti Lessini.

## Delimitazioni
Confinano:

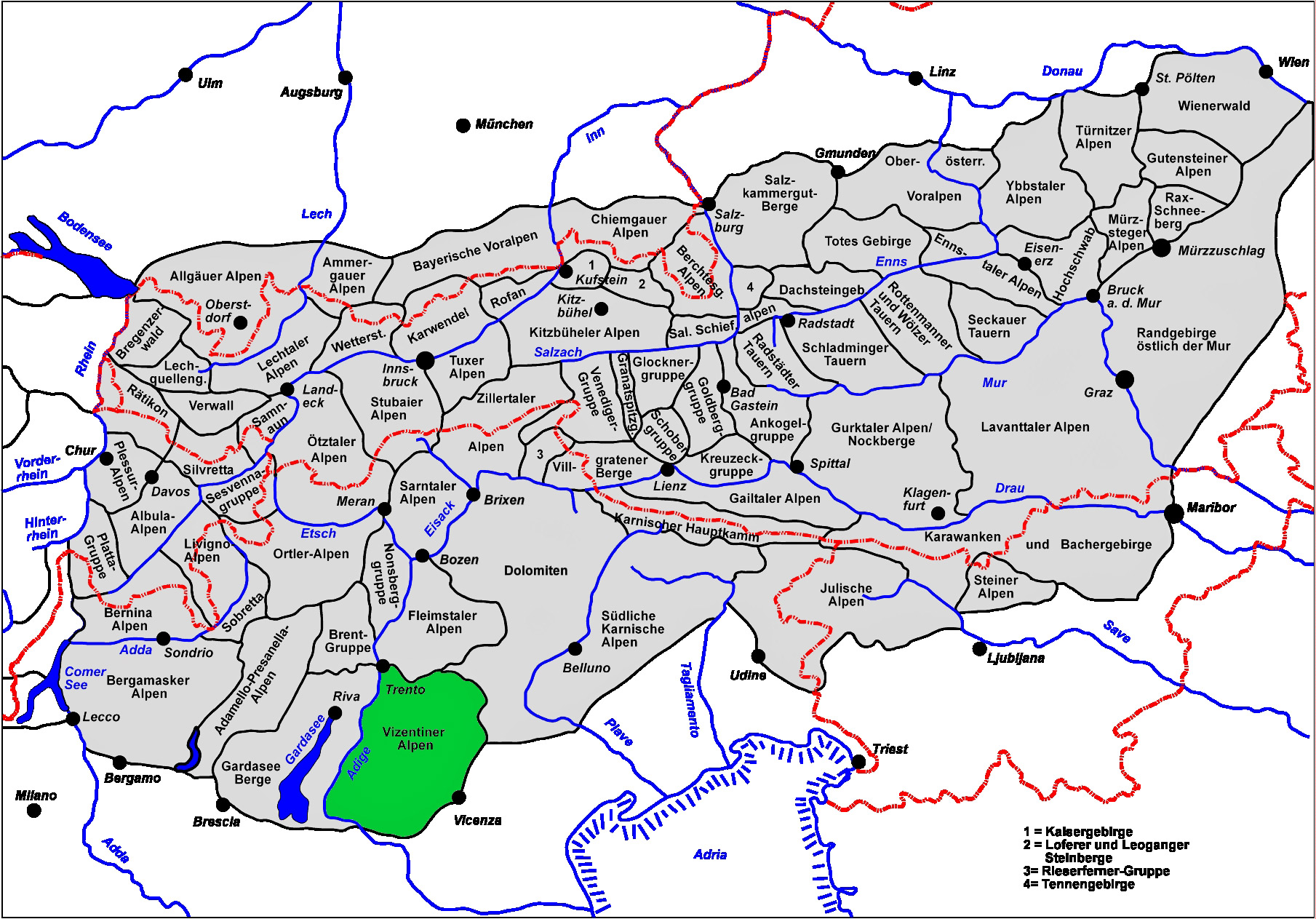

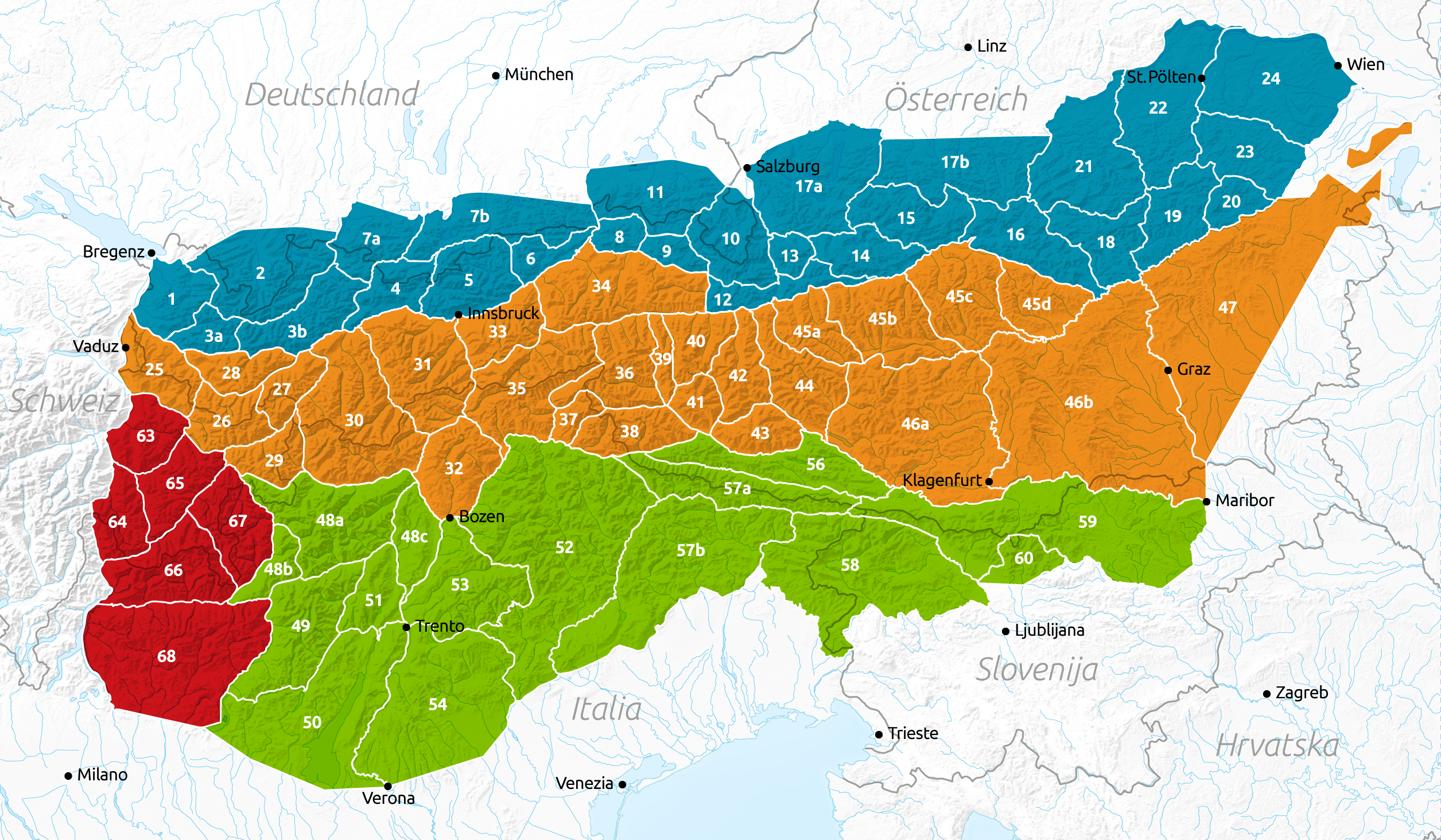
Le Alpi Vicentine secondo l'AVE sono individuate dal numero 54

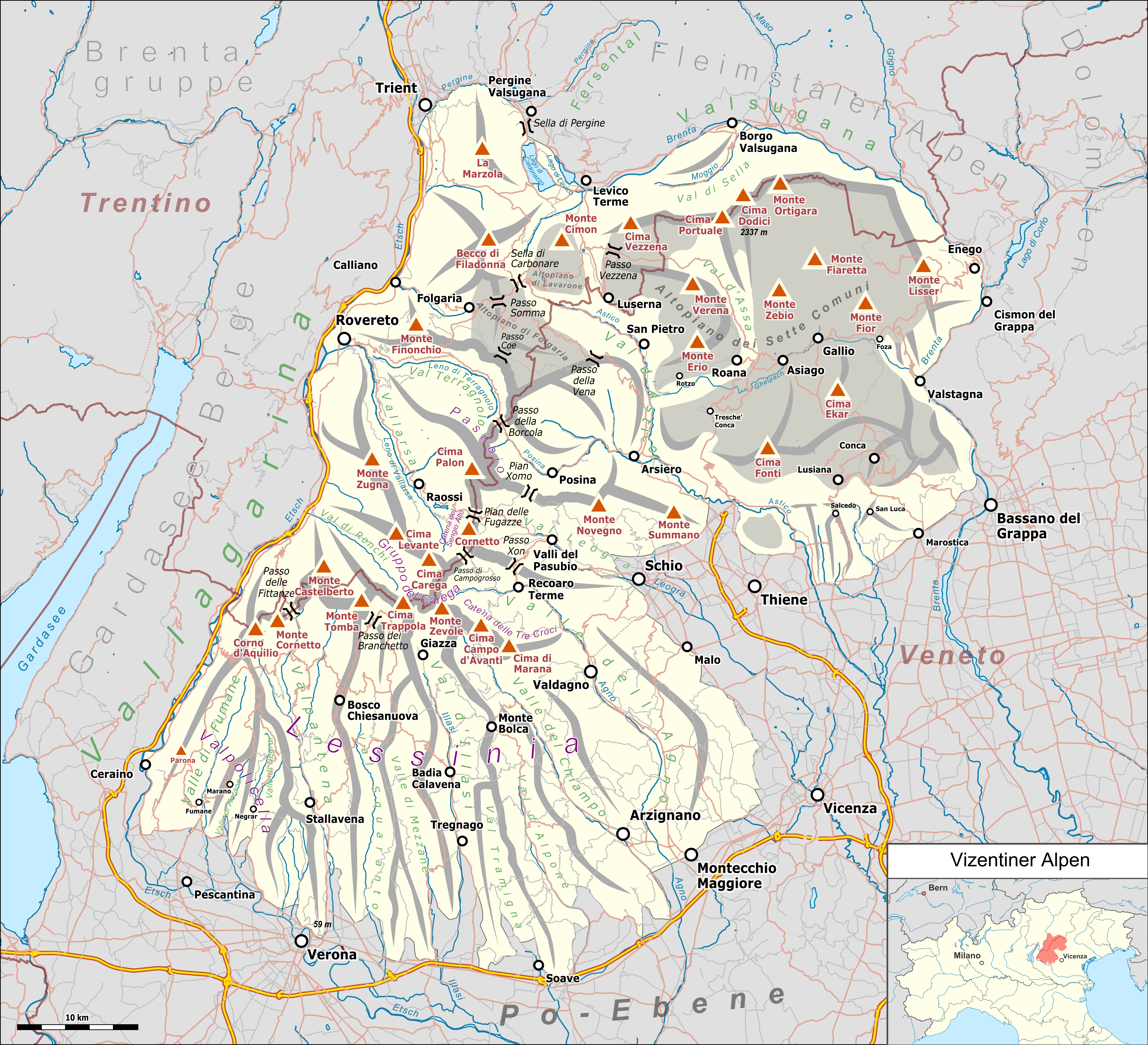
Cartina dettagliata del gruppo montuoso.

- a nord con le Dolomiti di Fiemme (nelle Dolomiti) e separate dalla Valsugana e dalla Sella di Pergine;
- ad est con le Prealpi Bellunesi (nella stessa sezione alpina) e separate dal corso del fiume Brenta;
- a sud-est e a sud con la Pianura padana;
- ad ovest con le Prealpi Gardesane (nelle Prealpi Bresciane e Gardesane) e separate dal corso del fiume Adige.

## Classificazione
L'Alpenvereinseinteilung der Ostalpen (AVE) definisce come Alpi Vicentine il 54º gruppo delle Alpi Orientali all'interno del settore delle Alpi Sud-orientali.
La SOIUSA attribuisce alle Prealpi Vicentine un'estensione praticamente identica all'AVE. Più in particolare le definisce come una sottosezione alpina con la seguente classificazione:
- Grande parte = Alpi Orientali
- Grande settore = Alpi Sud-orientali
- Sezione = Prealpi Venete
- Sottosezione = Prealpi Vicentine
- Codice = II/C-32.I

### Suddivisione
In accordo con le definizioni della SOIUSA le Prealpi Vicentine si suddividono in tre supergruppi ed otto gruppi:
- Gruppo degli Altipiani (A)
  - Altopiano di Folgaria (A.1)
    - Dorsale del Becco di Filadonna (A.1.a)
    - Dorsale del Campomolon (A.1.b)

  - Altopiano di Lavarone (A.2)
    - Dorsale Costa Alta-Cimone (A.2.a)
    - Dorsale del Monte Verena (A.2.b)

  - Altopiano di Asiago (A.3)
    - Dorsale Cima Portule-Vezzena (A.3.a)
    - Dorsale Cima Dodici-Ortigara (A.3.b)
    - Dorsale Campo Verde-Zingarella (A.3.c)
    - Dorsale Fiara-Fior (A.3.d)
    - Dorsale Forcellona-Lisser (A.3.e)
    - Dorsale Fonti-Bertiaga (A.3.f)
- Piccole Dolomiti (B)
  - Massiccio del Pasubio (B.4)
    - Dorsale del Pasubio (B.4.a)
    - Sottogruppo di Monte Forni Alti (B.4.b)
    - Sottogruppo del Monte Novegno (B.4.c)

  - Catena del Sengio Alto (B.5)
    - Sengio Alto (B.5.a)
    - Dorsale Locchetta-Civillina (B.5.b)

  - Gruppo della Carega (B.6)
    - Sottogruppo del Fumante (B.6.a)
    - Nodo Centrale della Carega (B.6.b)
    - Sottogruppo del Cherle (B.6.c)

  - Catena delle Tre Croci (B.7)
    - Dorsale Zevola-Campodavanti-Marana (B.7.a)
    - Dorsale della Cima di Lobbia (B.7.b)
- Monti Lessini (C)
  - Gruppo dei Monti Lessini (C.8)
    - Dorsale Castel Gaibana-Sparavieri (C.8.a)
    - Dorsale Grolla-Belloca (C.8.b)
    - Dorsale del Monte Tomba (C.8.c)

## Vette
Le vette più importanti (non necessariamente le più alte) delle Prealpi Vicentine sono:
- Cima XII - 2.341 m
- Cima Portule - 2.310 m
- Cima Carega - 2.259 m
- Cima Palon - 2.232 m
- Dente Italiano - 2.220 m
- Cima Posta - 2.215 m
- Cima del Cherlòng - 2.210 m
- Cima Mosca - 2.141 m
- Monte Ortigara - 2.105 m
- Monte Forni Alti - 2.027 m
- Monte Verena - 2.015 m
- Monte Fior - 1.824 m
- Monte Sparvieri - 1.798 m
- Monte Tomba - 1.765 m

## Passi
- Porte del Pasubio - 1.928 m
- Passo Pelagatta - 1.776 m
- Passo della Lora (o Passo Tre Croci) - 1.716 m
- Passo Coe - 1.610 m
- Passo Pertica - 1.522 m
- Passo Buole - 1.460 m
- Passo di Campogrosso - 1.460 m
- Passo Campedello - 1.437 m
- Passo Vezzena - 1.402 m
- Passo delle Fittanze della Sega - 1.399 m
- Passo Sommo - 1.341 m
- Passo della Borcola - 1.250 m
- Bocchetta Campiglia - 1.216 m
- Pian delle Fugazze - 1.163 m
- Valico della Fricca - 1.098 m
- Passo Xomo - 1.058 m
- Passo Santa Caterina - 796 m
- Passo Xon - 671 m
- Passo dello Zovo - 631 m
- Sella di Pergine - 482 m

## Itinerari
Alcuni itinerari di particolare interesse presenti sulle Prealpi vicentine:
- Alta via Tilman
- Alta via del tabacco
- Calà del Sasso
- Alta via degli Altipiani n. 11
- Strada delle 52 gallerie
- Strada degli Scarubbi
- Strada degli Eroi
- Erzherzog Eugen Straße
- Kaiser Karl Straße
- Mulattiera di arroccamento al Monte Cengio
- Sentiero della Pace

## Rifugi
I principali rifugi e bivacchi presenti sulle Prealpi Vicentine:
- Rifugio Mario Fraccaroli (2230 m)
- Bivacco Buse delle Dodese (2168 m)
- Bivacco Bordignon (1976 m)
- Bivacco Marzotto-Sacchi (1940 m)
- Rifugio Achille Papa (1928 m)
- Bivacco Tre Fontane (1874 m)
- Rifugio Vincenzo Lancia (1825 m)
- Rifugio Scalorbi (1767 m)
- Rifugio Cima Larici (1658 m)
- Rifugio Val Formica (1648 m)
- Bivacco dell'Angelo (1631 m)
- Bivacco Stalder (1630 m)
- Rifugio Monte Falcone (1606 m)
- Rifugio Passo Pertica (1530 m)
- Rifugio Toni Giuriolo (1457 m)
- Rifugio Barricata (1351 m)
- Rifugio Val Maron (1351 m)
- Rifugio Revolto (1336)
- Rifugio Marcesina (1310 m)
- Rifugio Cesare Battisti (1265 m)
- Rifugio Bepi Bertagnoli (1250 m)
- Rifugio Boschetto (1151 m)
- Rifugio Piccole Dolomiti (1135 m)
- Rifugio Balasso (980 m)

## Galleria d'immagini

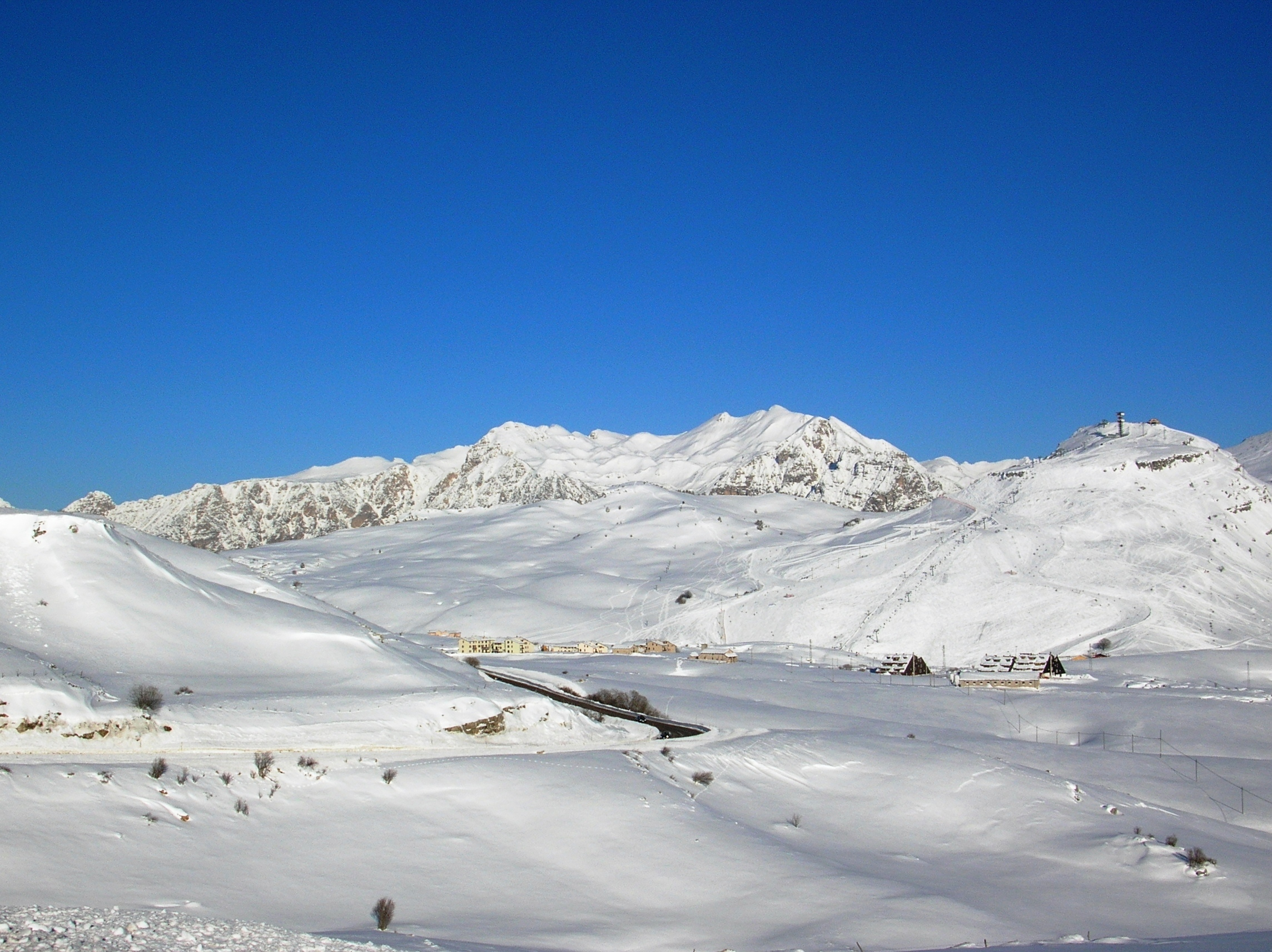
Veduta invernale dell'alta Lessinia con le piste da sci di San Giorgio
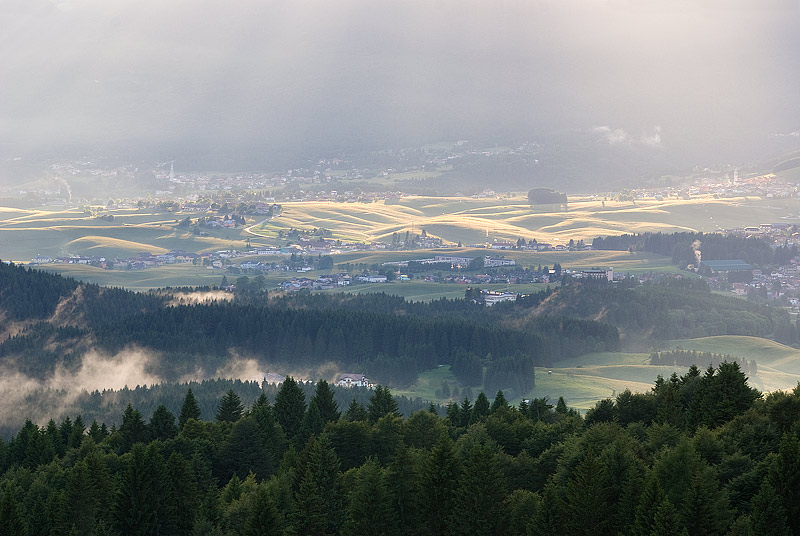
Altopiano dei Sette Comuni: la conca di Asiago
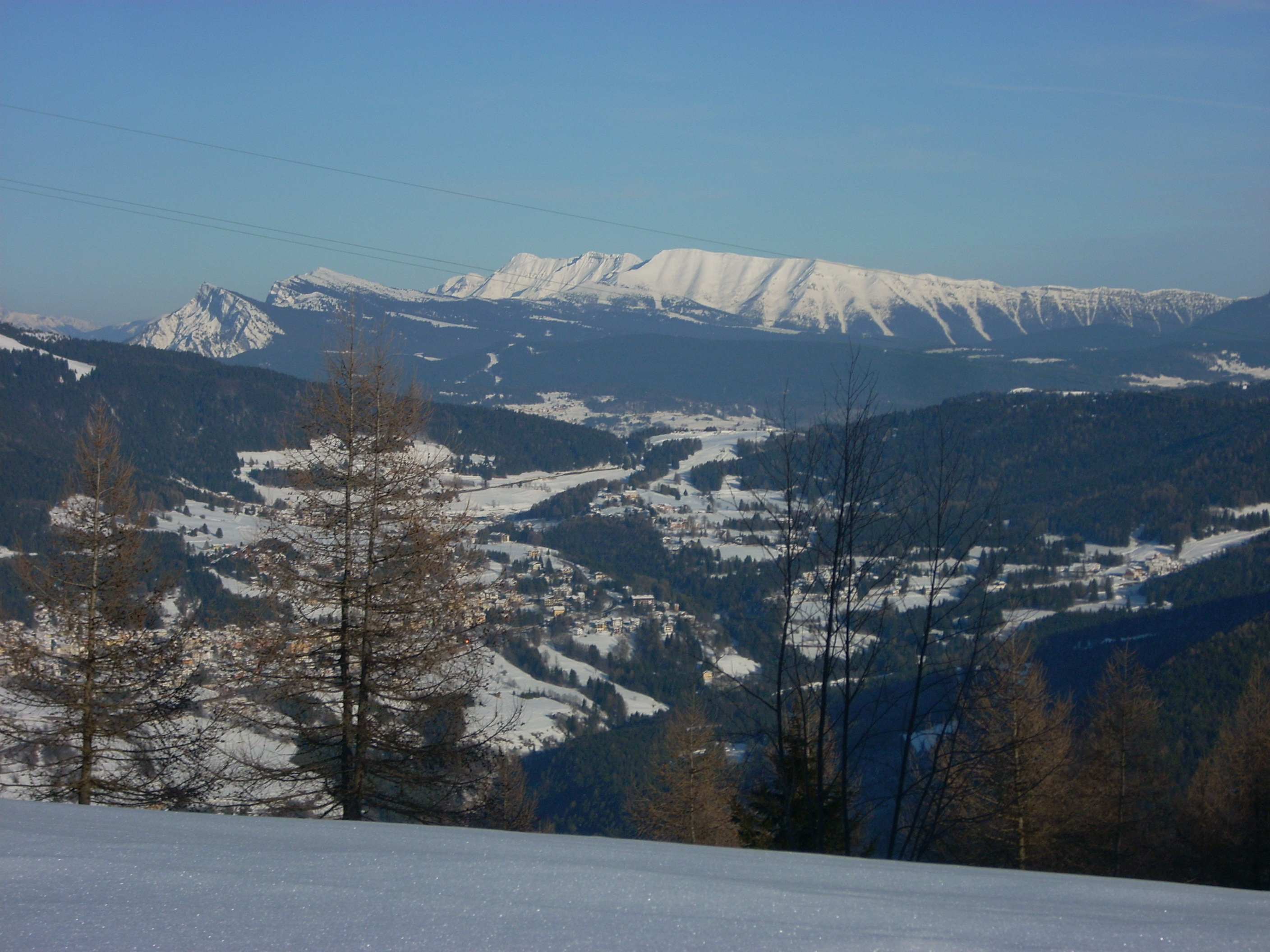
L'Altopiano di Folgaria con, sullo sfondo, Cima Portule
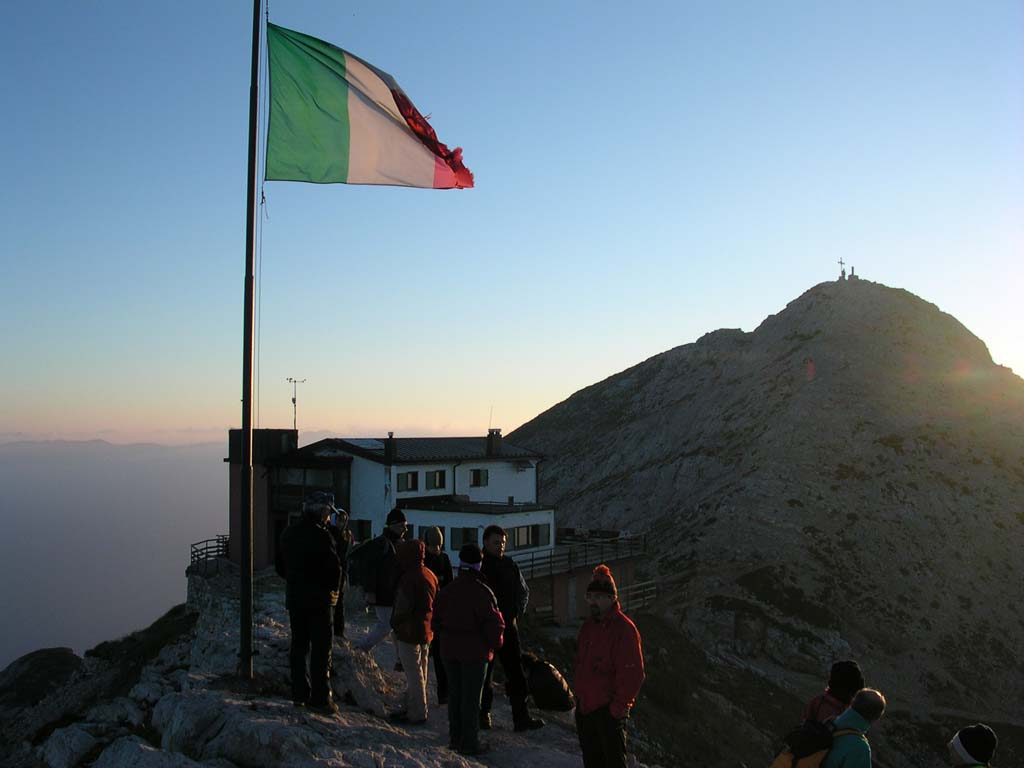
Rifugio Fraccaroli e Cima Carega
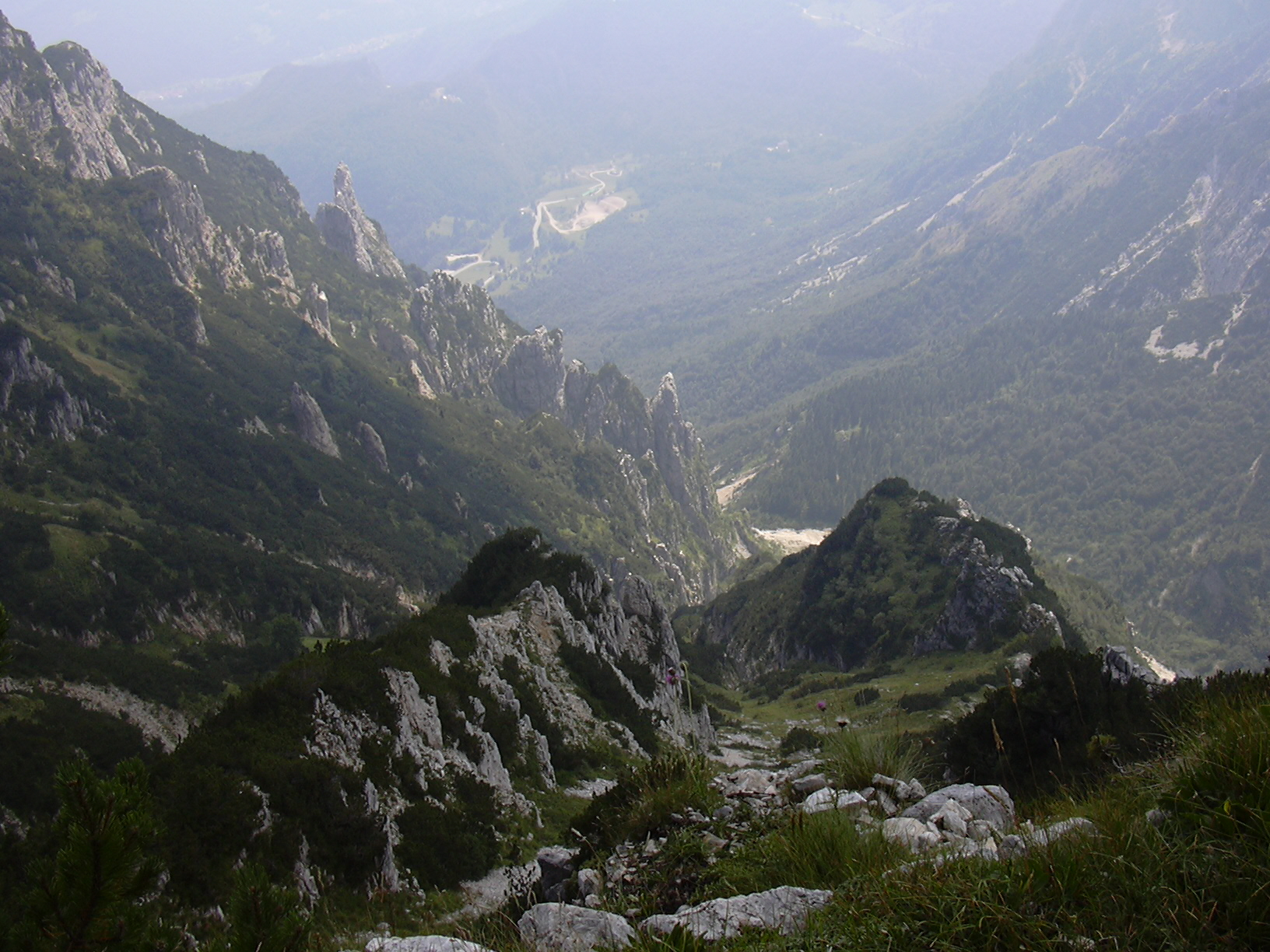
Vista panoramica dal monte Pasubio
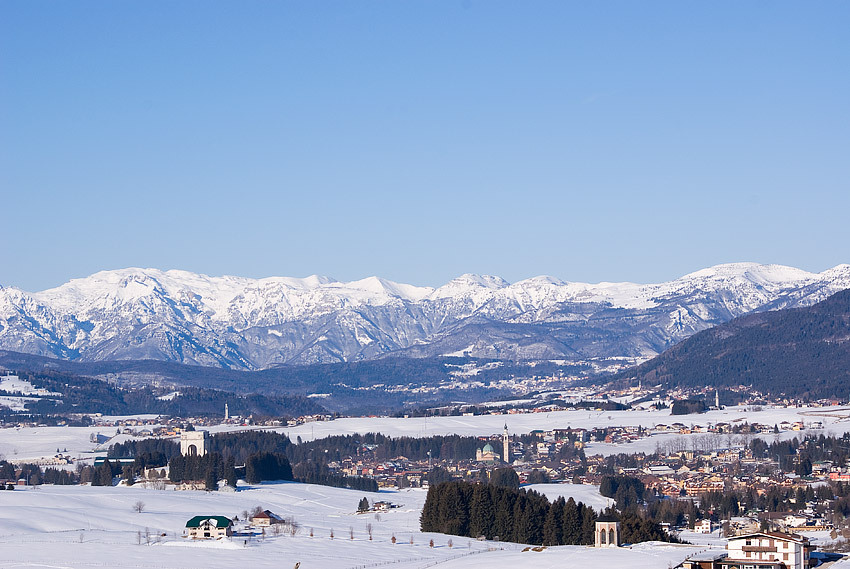
L'Altopiano dei Sette Comuni
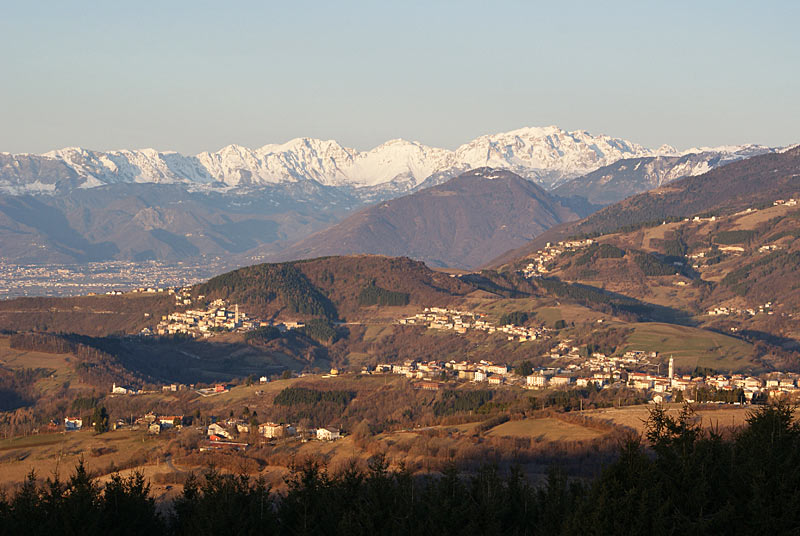
Il versante meridionale dei Sette Comuni e le Piccole Dolomiti sullo sfondo
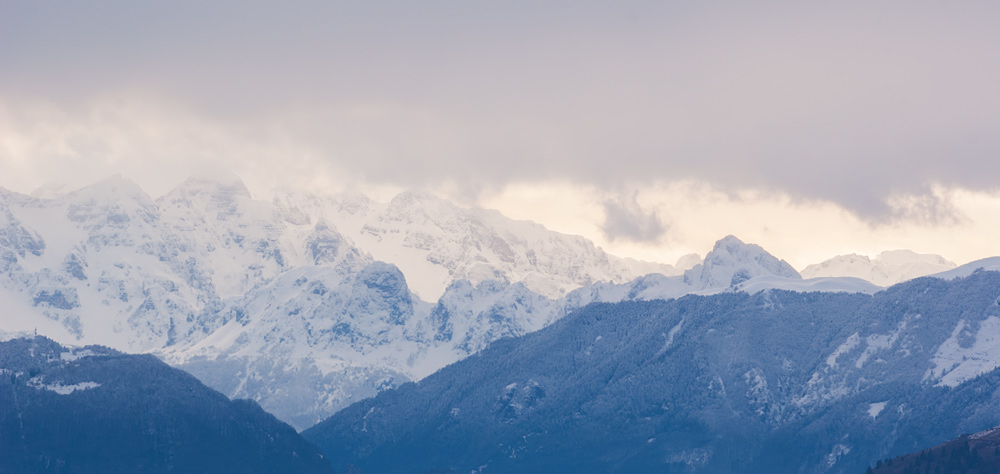
Cima Carega, Baffelan, Monte Cornetto visti da Rubbio (Altopiano dei Sette Comuni)
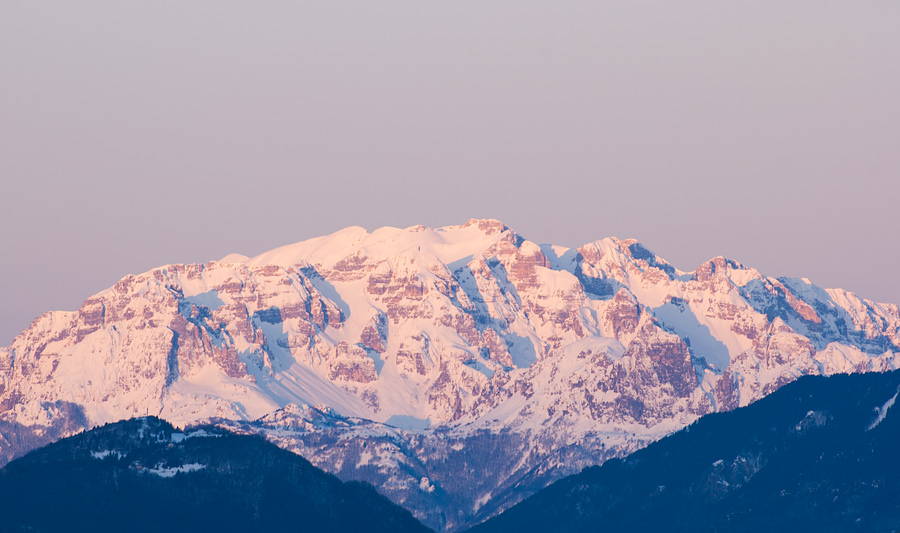
Cima Carega vista da Rubbio (Altopiano dei Sette Comuni)
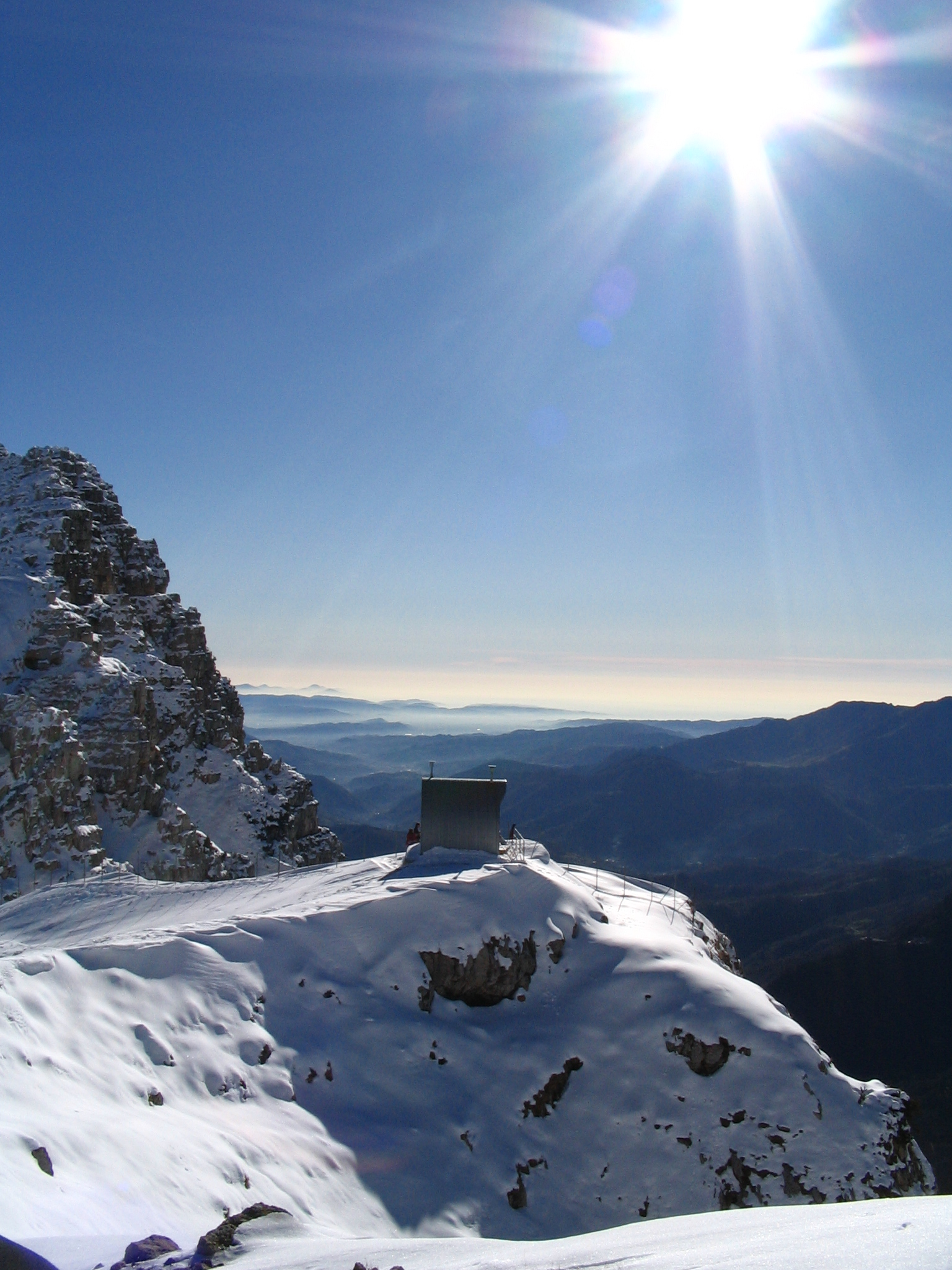
Bivacco Marzotto-Sacchi